# Казанка (Алтайський район)
Каза́нка (рос. Казанка) — селище у складі Алтайського району Алтайського краю, Росія. Входить до складу Куяганської сільської ради.

## Населення
Населення — 13 осіб (2010; 32 у 2002).
Національний склад (станом на 2002 рік):
- росіяни — 97 %